# Рудник Онеан
Рудник Онеан (Onean) – колишній гірничодобувний майданчик у Мікронезії на острові Гагіл-Томіл зі складу архіпелагу Яп (західна частина Каролінського архіпелагу).
За наслідками Першої світової війни Каролінські острови опинились під владою Японії. В 1930-х – 1940-х роках японці здійснювали розробку мідного родовища Онеан, виявленого на північно-сіхдному завершенні Гагіл-Томіла. Роботи вели відкритим способом за допомогою кар’єру та траншеї (відомо, що розміри останньої складали біля 50 метрів у довжину та до 10 метрів у глибину). Всього видобули 4 тисячі тонн руди з середнім вмістом міді 5,2%.
Також можливо відзначити, що на Гагіл-Томілі та сусідньому острові Маап виявили прояви золота, проте їх так і не залучили до розробки.